# High-speed craft

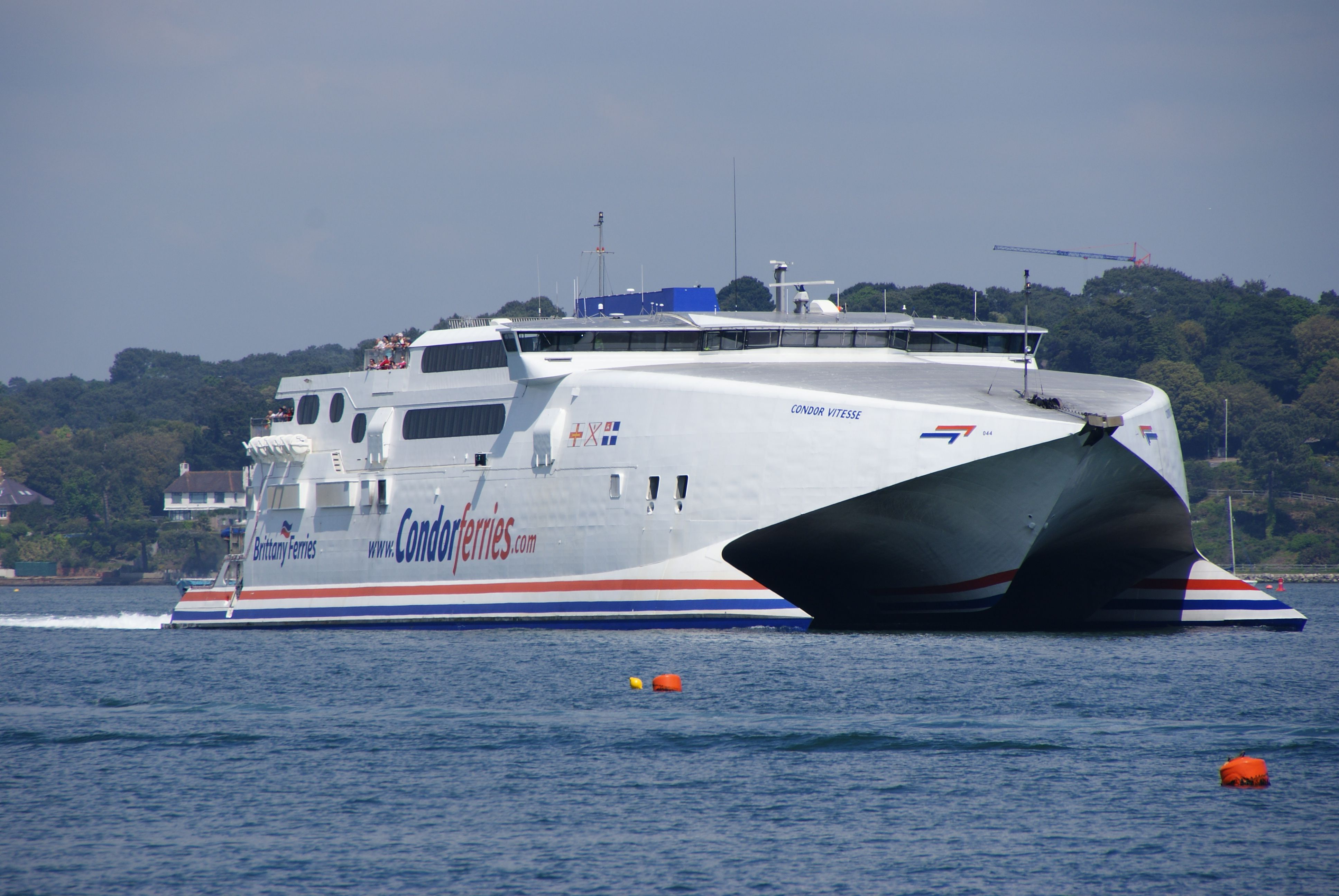
Een catamaran van Condor Ferries

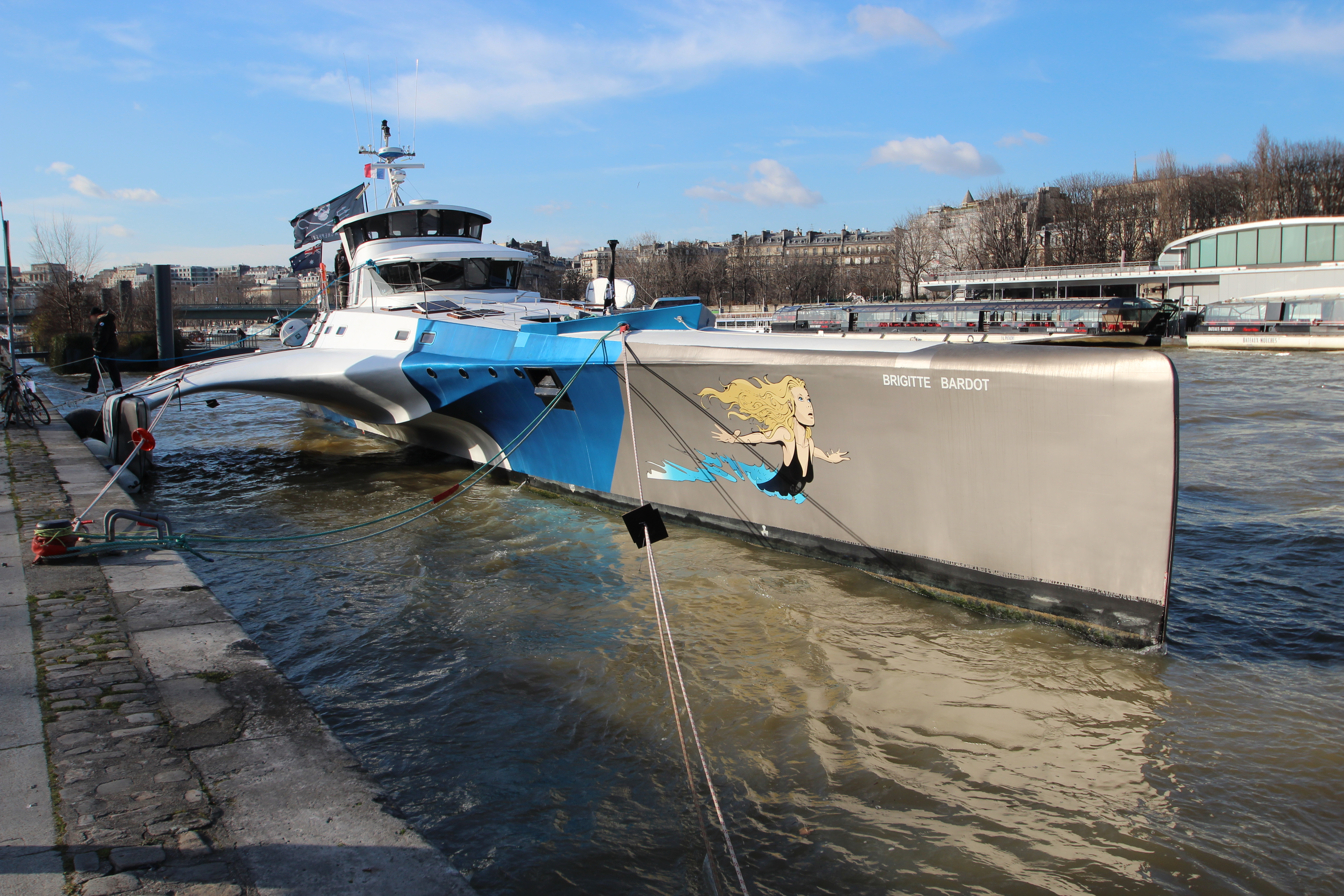
De
Brigitte Bardot is een voorbeeld van een trimaran

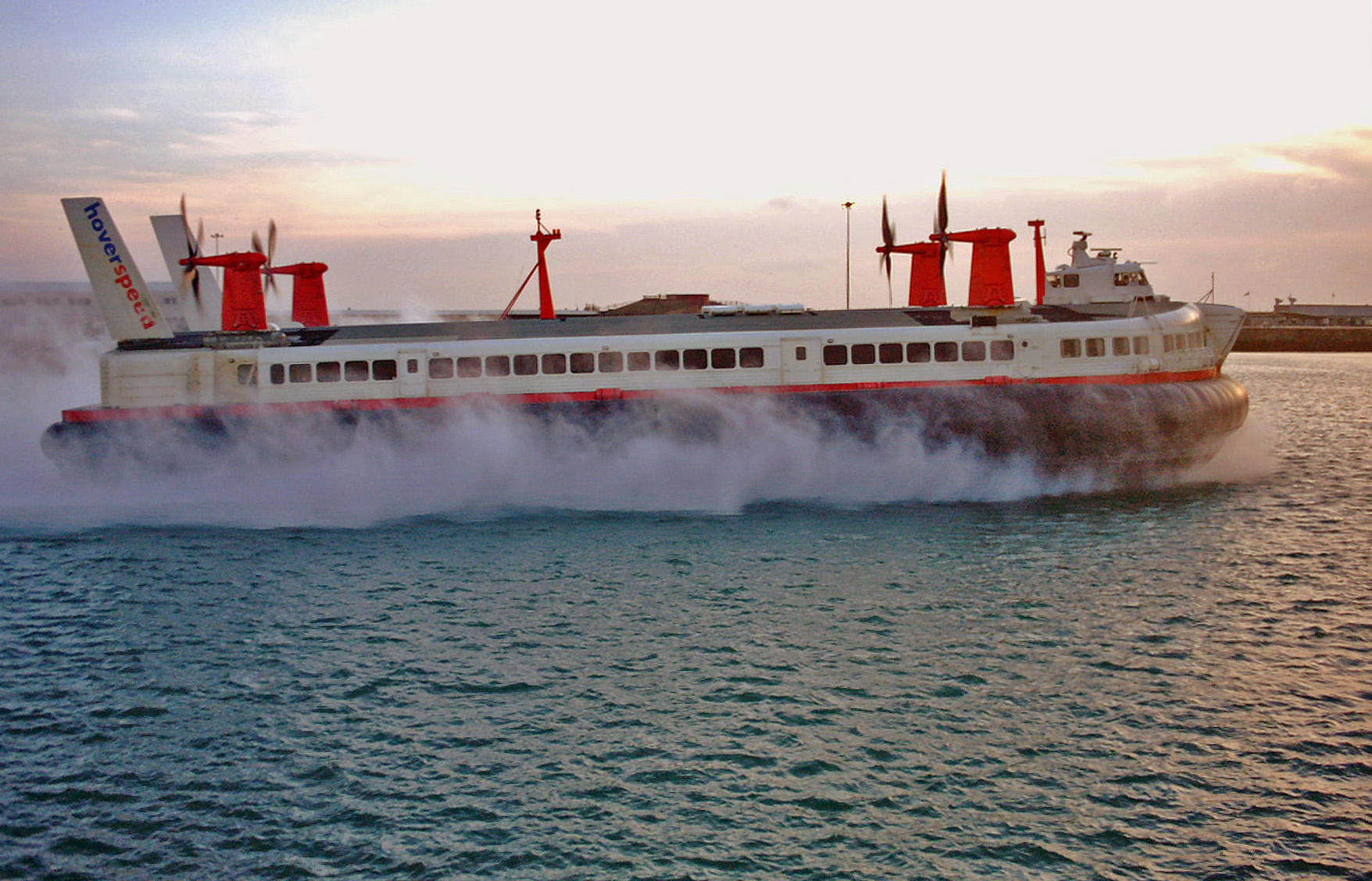
Hovercraft van Hoverspeed

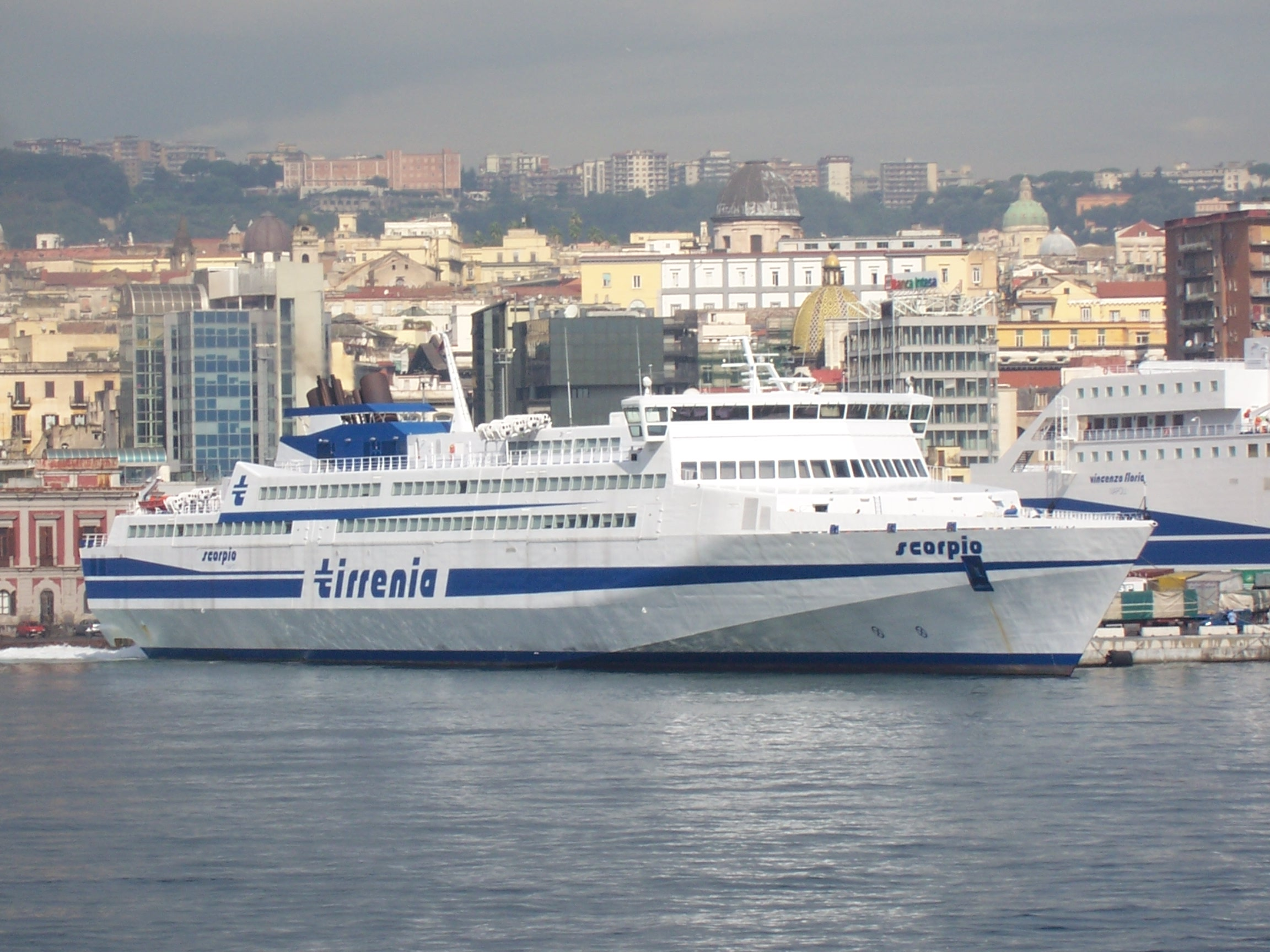
Enkelrompsschip van Tirrenia

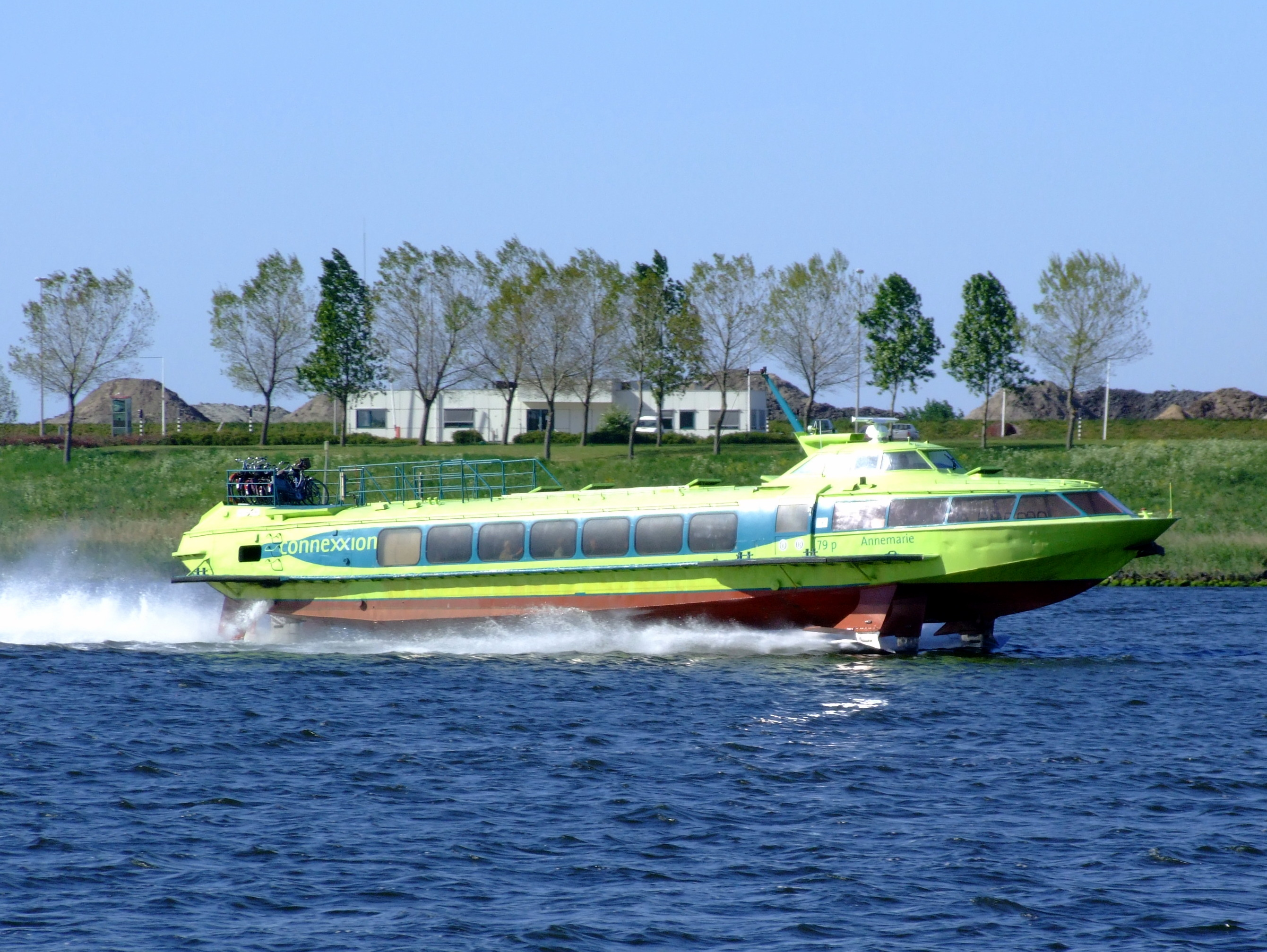
Een hydrofoil van Connexxion

Een high-speed craft, afgekort HSC, is een vaartuig dat ten opzichte van de waterverplaatsing een relatief zeer hoge snelheid kan bereiken.

## Snelheid
Formeel: in overeenstemming met hoofdstuk X van SOLAS  hebben HSC's een maximale snelheid, gelijk aan of meer dan:
{\displaystyle 3.7\times \triangledown ^{0.1667}}   (m/s)
{\displaystyle \triangledown } = de waterverplaatsing in kubieke meter dat overstemt met de ontwerpwaterlijn met uitzondering van vaartuigen waarvan de romp boven het wateroppervlak ondersteund wordt door aërodynamische krachten die gegecreëerd worden door aanzuigeffecten.
Enkele voorbeelden ter illustratie van deze machtsfunctie.
De waterverplaatsing van het schip kan oplopen tot
- 10 m³ rond 20 km/h of 11 knopen
- 100 m³ rond 29 km/h of 15 knopen
- 1000 m³ rond 42 km/h of 23 knopen
- 10 000 m³ rond 62 km/h of 33 knopen

Het getal van Froude is op dit type schepen van toepassing. Het geeft aan hoe het gedrag van de vloeistofoppervlakken zal evolueren. Bij de meeste schepen wordt een waarde van 0,45 of meer bereikt. Er heerst namelijk een subkritische stroming. De snelheid van de waterverplaatsing is kleiner dan de snelheid van het water. Men kan dus golven maken in het water.

## Wetgeving
In de jaren ’80 en ’90 zijn er veel nieuwe types HSC’s ontwikkeld. De IMO (International Maritime Organization) keurde enkele nieuwe internationale voorschriften goed met betrekking tot dit type schepen. In 1994 werd de Internationale Code voor de veiligheid van hogesnelheidsschepen goedgekeurd. Verder werd er in dat jaar ook een nieuw hoofdstuk in de SOLAS opgenomen.
De HSC-code is van kracht op schepen die:
- op internationale bestemmingen varen
- die maximaal vier uur op operationele snelheid varen als ze volledig geladen zijn
- lading vervoeren van 500 GT (Gross Tonnage) en meer, en niet meer dan acht uur aan één stuk varen

In het kader van de veiligheid speelt het uitwateringsverdrag hierin ook een cruciale rol.

## Soorten
Er zijn verschillende soorten HSC-schepen:
- Catamaran
- Trimaran
- Hovercraft
- Enkelrompsschip
- Hydrofoil

### Categorie “A”
Categorie A beschrijft elk passagiersschip dat niet meer dan 450 passagiers vervoert. Dit type schip vaart op trajecten waar de passagiers en de bemanning op elk mogelijk punt kan gered worden. De vlaggenstaat heeft deze koersen geanalyseerd en bekrachtigd. Hieraan zijn enkele voorwaarden verbonden. Een vereiste is dat er voldoende tijd voorzien wordt voor de evacuatie richting reddingssloepen. Dit om te vermijden dat personen worden blootgesteld aan gevaar zoals hypothermie

### Categorie “B”
Categorie B beschrijft elk passagiersschip anders dan categorie “A”. Deze hebben een machine- en veiligheidssysteem dat zo ontworpen is dat, ondanks het schip schade heeft opgelopen in één compartiment, het toch stabiel blijft. Alle essentiële machine- en veiligheidssystemen in dit compartiment worden dan buiten werking gesteld.

### Cargo Craft Class
De Cargo Craft Class is elk hogesnelheidsschip, anders dan een passagiersschip, dat in staat is om de veiligheidsfuncties van ongeschonden ruimtes te behouden na schade in één compartiment.